# Praia da Azeitona
A Praia da Azeitona é uma praia do Arquipélago de São Tomé e Príncipe, localiza-se a Este da ilha de São Tomé entre a Praia Pesqueira e a Ponta Ió Macaco.